# Wilfrid Freeman
Wilfrid Rhodes Freeman (Londra, 18 luglio 1888 – 15 maggio 1953) è stato un aviatore e militare britannico che combatté nelle file del Royal Flying Corps durante il corso della prima guerra mondiale, transitando poi in servizio nella Royal Air Force nel 1919. Dopo aver svolto numerosi incarichi, tra ciò quello di comandante dell'aeronautica inglese presente in Transgiordania e Palestina, nel 1936 fu nominato membro dell'Air Council per la ricerca, lo sviluppo e la produzione aeronautica, dando grande impulso al riarmo della Royal Air Force in vista dello scoppio della seconda guerra mondiale. Fu diretto responsabile della massa in produzione degli Hawker Hurricane, Supermarine Spitfire, De Havilland Mosquito, Avro Lancaster, Handley-Page Halifax, Short S.29 Stirling e Hawker Tempest. Promosso Air Marschal il 27 maggio 1940, fu Membro della Royal Aeronautical Society.

## Biografia
Nacque a Londra il 18 luglio 1888, figlio di William Robert e Ann Farquharson Carr Dunn. Arruolatosi nel British Army frequentò la Royal Military College di Sandhurst da cui uscì con il grado di sottotenente il 22 febbraio 1908, assegnato al Manchester Regiment. Promosso tenente il 27 marzo 1912, in quello stesso anno frequentò una scuola di volo in Francia, ottenendo il brevetto di pilota il 21 luglio 1913 Nel gennaio 1914 frequentò la Central Flying School, e il 28 aprile fu assegnato al No.2 squadron del Royal Flying Corps.
Dopo l'inizio della prima guerra mondiale, nel mese di ottobre fu trasferito al No.9 Squadron di cui divenne comandante il 17 marzo 1915. Il 27 di quello stesso mese fu insignito della Military Cross, e il 16 maggio rientrò in Gran Bretagna per divenire istruttore di volo a partire dal mese di giugno, a Shoreman quando era appena stato promosso capitano.  Il 26 gennaio 1916 fu nominato comandante del No.14 Squadron, assumendo il 5 luglio, appena promosso tenente colonnello, quello del No.4 Training Wing, passando poi il 18 dello stesso mese a quello del No.7 Training Wing.
Promosso maggiore il 27 ottobre, ritornò in Francia il 22 dicembre, e due giorni dopo fu nominato comandante dell'aeronautica della 10ª Armata inglese. L'11 ottobre 1917 divenne Officer Commanding, presso il 9th (HQ) Wing RFC, e il 1 aprile si trasferì in servizio presso la neocostituita Royal Air Force. Ritornato in Gran Bretagna il 21 aprile, il giorno dopo fu promosso colonnello ed assunse il comando del No.2 (Training) Group.
Il 1 agosto 1919 fu promosso Wing commander, e il 5 giugno 1920 assunse il comando del No.2 Flying Training Squadron di Duxford. Il 3 gennaio 1922 fu nominato direttore dello Staff College della RAF, passando al comando  della Central Flying School di Upavon e Wittering il 22 aprile 1925, dove rimase fino al 24 gennaio 1927 quando fu nominato vicedirettore del servizio informazioni presso l'Air Ministry. L'anno successivo assunse il comando della base aerea di Leuchars. Promosso Air Commodore il 1 luglio 1929, divenne Capo di stato maggiore del comando RAF in Iraq dal 9 ottobre dello stesso anno, ed il 20 novembre successivo assunse il comando delle forze aeree inglesi presenti in Transgiordania e Palestina.
Promosso Vicemaresciallo dell'aria il 1 luglio 1933, il 12 dicembre dello stesso anno fu nominato comandante del RAF Staff College, ad Andover. 
Il 1 aprile 1936 divenne membro nell'Air Council per la ricerca e lo sviluppo aeronautico,  con il compito di scegliere gli aerei con cui riarmare la RAF, e il 1 agosto 1938 il suo mandato fu ampliato fino ad includere il controllo della produzione, cosa che fece con grande capacità fino al novembre 1940. Il 5 di quello stesso mese, contro la sua volontà, fu nominato Vice capo di stato maggiore della RAF. Il suo dipartimento fu confluito nel Ministero della produzione aeronautica (MAP), retto da Lord Beaverbrook, ma la produzione ristagnò rapidamente, tanto che dopo due anni, nel 1942, fu di nuovo spostato di presso il MAP, dove rimase fino alla fine della guerra. Al termine del secondo conflitto mondiale fu nominato Baronetto il 14 giugno 1945 andò poi a lavorare presso la società Courthaulds dove rimase fino alla sua morte, il 15 maggio 1953.
Forse più di ogni altra figura, Wilfrid Freeman fu responsabile della produzione aeronautica destinata ad equipaggiare i reparti della RAF. Fu lui ad ordinare la produzione degli Hawker Hurricane, Supermarine Spitfire, De Havilland Mosquito, Avro Lancaster, Handley-Page Halifax, Short S.29 Stirling e Hawker Tempest. Inoltre svolse un ruolo fondamentale nello sviluppo del caccia North American P-51 Mustang dotato di motore Rolls-Royce Merlin, al posto dell'insoddisfacente motori Allison V-1710. Entrò in contrasto con il comandante del Bomber Command, Sir Arthur Harris, in quanto fortemente contrario ad inviare sulla Germania le ondate di bombardieri che caratterizzavano gli attacchi inglesi, ma che causavano gravi perdite tra gli equipaggi e i velivoli.

### Annotazioni
1. ↑  Titolo confermato il 4 luglio dello stesso anno.

### Fonti
1. 1 2 3 4 5 6 7 8 9 10 11 12 13 14 15  Royal Air Force.
2. 1 2 3 4 5  Oxford Dictionary of National Biography.
3. 1 2 3 4 5 6 7 8 9 10  Mason 2001, p. 68.
4. ↑  Orange 2004, p. 45.
5. 1 2  Orange 2004, p. 74.
6. 1 2 3  Flight and Aircraft Engineer n.1883, 25 January 1945, p. 103.
7. 1 2 3 4 5 6  Telegraph.
8. ↑  Mason 2001, p. 69.
9. 1 2  Edgerton 2005, p. 85.
10. ↑  (EN) The London Gazette (PDF), n. 37193, 24 luglio 1945.
11. ↑  Lloyd 1978, p. 123.
12. ↑  (EN) The London Gazette (PDF), n. 33785, 1º gennaio 1932.
13. ↑  (EN) The London Gazette (PDF), n. 43496, 11 maggio 1937.
14. ↑  (EN) The London Gazette (PDF), n. 35750, 20 ottobre 1942.
15. ↑  (EN) The London Gazette (PDF), n. 29114, 27 Match 1915.
16. ↑  (EN) The London Gazette (PDF), n. 29834, 23 novembre 1916.